# الإسلام اليوم
الإسلام اليوم موقع ويب ديني، أسسه سلمان العودة في 24 يونيو 2000، وكان موقعًا شخصيًا له، يحتوي الموقع على ثلاثة أقسام هي الدروس العلمية، المقالات، الفتاوي 
بلغ عدد الزيارات لموقع الإسلام اليوم في أوقات الذروة مليونين وخمسمئة ألف زيارة، في حين أن المعدل اليومي للزيارات يقترب من المليون وثمانمئة ألف زيارة، وتجاوز عدد المفتين والمستشارين 700 قاض وأستاذ جامعي وطالب علم ومتخصص، وتجاوز عدد الكتاب والصحفيين 3000 كاتب، وعدد الفتاوى والاستشارات أكثر من نصف مليون نشر منها أكثر من مئة ألف، وعدد المواد الصحفية تجاوز المئتين ألف كلها منشورة، والطموحات أكبر من هذا.

## تاريخ
أقيم حفل خطابي ومؤتمر صحفي في الذكرى الأولى لإطلاق الموقع في مدينة الرياض، أعلن فيه الشيخ سلمان العودة تحويل موقع الإسلام اليوم إلى بوابة متكاملة، وإضافة قسم إخباري متخصص بأخبار [[العالم الإسلامي] وعام في تغطيته للأحداث تحت اسم (البشير للأخبار)، مع مضاعفة في عدد المفتين والباحثين والكتاب، وإضافة ثلاثة صحفيين جدد كمحررين للأخبار.
ورغم ضعف الإقبال على الإنترنت عمومًا فقد تجاوز عدد الزوار اليومي العشرة آلاف زائر، مما أغرى بمزيد عطاء من المفتين والكتاب، فتم مضاعفة الأعداد أضعافًا مضاعفة حتى وصلت الأعداد في نهاية الربع الأول من عام 2005م إلى ألف كاتب وصحفي ومحرر، وثلاثمئة مفتي معظمهم أعضاء هيئة تدريس في الجامعات وقضاة سعوديون، وقد تجاوزت ـ آنذاك ـ الأسئلة الواردة الخمسين ألف سؤال.
ومع بداية الربع الثاني من عام 2006م، أعلن انطلاقة جيل جديد من «الإسلام اليوم» وتحولها إلى بوابة تحوي العديد من المواقع واللغات، وتم تحويل البوابة الرئيسة إلى مدخل يحتوي بعض الخدمات وبعض النوافذ، فأطلق موقع الفتاوى والدراسات: ويحتوي الفتاوى والاستشارات والأبحاث والدراسات الشريعة، وتحويل نافذة الدروس والمحاضرات إلى إذاعة توفر أرشيفا كاملاً بالإضافة إلى بث مباشر للفعاليات، وإطلاق المنتدى الإلكتروني التفاعلي، والنشرة الدورية، وتحويل نافذة البشير الإخبارية إلى موقع إلكتروني يحتوي بالإضافة للأخبار ـ التي تم زيادتها إلى 60 خبرًا يوميًا ـ العديد من التحليلات والتقارير والقراءات السياسية، كما تم تحويل جميع كتابات الشيخ سلمان العودة إلى نافذة مستقلة تجمع الفتاوى والاستشارات والمقالات والدراسات والصوتيات الخاصة بفضيلته، وأضيفت مواقع متكاملة باللغتين الإنجليزية والفرنسية.
وفي منتصف عام 2007م، تم إضافة العديد من المفتين والمستشارين والكتاب، مما استدعى وجود تصانيف خاصة بالمقالات وفهرسة متكاملة للفتاوى والاستشارات، بحسب الكاتب وموضوع المادة.. مما يسهل الوصول إليها في المستقبل، كما تم إضافة موقع متكامل اللغة الصينية.
وفي الربع الأخير من عام 2008م، أعلن عن تحويل المؤسسة إلى مجموعة مؤسسات، وانطلاقة جيل جديد من الأنشطة الإعلامية، فتم التركيز على الإعلام الجديد، بإنشاء مؤسسة جديدة مستقلة (مؤسسة استثمار التقنية) تعنى بخدمات رسائل الجوال النصية والوسائط، ومؤسسة الإسلام اليوم للنشر والتوزيع، أسند إليها إصدار الكتب والصوتيات كما أضيف إلى مهامها مجلة الإسلام اليوم التي كانت صدرت عام 2004م وصدر منها حتى الآن (54عددًا) وهي مجلة ثقافية وفكرية واجتماعية متنوعة شاملة، ودراسة إنشاء قنوات فضائية، أعلن ميلاد اثنتين منها فيما بعد وهما: قناة دليل الفضائية باللغة العربية، والتي بدأت تخترق أجواء الفضاء السعودي بقوة وتأثر فيه، و قناة نور الفضائية باللغة الفارسية، والتي دشنها مطلع العام الحالي رئيس مجلس الشورى (آنذاك) الشيخ الدكتور: صالح بن عبد الله بن حميد.

## أعادة الهيكلة
في مطلع عام 2009م، أعلن تحويل بوابة الإسلام اليوم إلى مجموعة بوابات، وإضافة العديد من المفتين والكتاب والصحفيين وإعادة التقسيم والتصنيف والإخراج، فتم إعادة هيكلة المواقع لتصبح كالتالي:

### بوابة البشير الإخبارية
وتحتوي على ثلاثة أقسام: الأخبار، التحليلات، التقارير.

### المواقع الشخصية
وقد تم تدشين أولها وهو الموقع الشخصي للشيخ الدكتور سلمان بن فهد العودة، ويحتوي ستة أقسام/ السيرة الذاتية (سيرة ذاتية، ذكريات، عناوين المؤلفات، عناوين الصوتيات)، المقالات، خزانة المراسلات (وتحوي فتاوى الشيخ واستشاراته)، الديوان (قصائد وأدبيات)، الدروس العلمية، أخبار ومتابعات.. بالإضافة إلى عدد من الخدمات: كالصوتيات والمرئيات والكتب الإلكترونية. الموقع الشخصي للشيخ سلمان بن فهد العودة، يحوي إنتاجه القديم كاملاً، ويتابع مستجدات الشيخ من محاضرات وندوات ومؤتمرات، وأبرز ما يدور في الصحف حول فضيلته.

### الفتاوى
وهو قسم يضم كبار العلماء والقضاة وأساتذة الجامعات، من مختلف أنحاء العالم الإسلامي، يجيبون على أسئلة الناس مراعين اختلاف المذاهب والأقطار.

### الاستشارات
وهو قسم يحتوي على مختصين في كل المعارف والعلوم الإنسانية لإرشاد الناس إلى الطرق المثلى لحل المشاكل.

### البحوث والدراسات
ويحتوي على ثلاثة أقسام: البحوث (ويعنى بالدراسات العلمية والرسائل الجامعية)، قرارات (ويعنى بقرارات المجامع الفقهية)، السعة (وفيه تتطارح الآراء والمراجعات الشرعية). 

### الأقسام
وتحتوي ثمانية أقسام: المقالات (اتجاهات فكرية، أصداء سياسية، نقد ومراجعات، تربية ومجتمع)، بيت الأسرة (ويعنى بكل ما يخص الأسرة من تقارير ونصائح وأخبار)، عالم رقمي (ويعنى بالتقنية بفرعيها الحاسوب والاتصالات)، ثقافة وأدب، حوارات (سياسية، فكرية، أدبية، اجتماعية، إدارية)، عالم الكتب (سياسية، اقتصادية، إدارية، أدبية، فكرية، شرعية، وغيرها)، إدارة وتطوير، قضية ونقاش.إذهب إلى نوافذ بوابة معرفية ثقافية اجتماعية، تسعى إلى تثقيف الفرد والأسرة، وتوسيع المدارك من خلال عرض الآراء الناضجة والعلمية، متجاوزة الأقاليم.. منطلقة نحو العالمية.

### الإذاعة التلفيزيونية
وتشتمل على: الدروس العلمية، الخطب، المحاضرات، التلفزيون والإذاعة. اذهب إلى الإذاعة أبرز ماحفلت به التسجيلات الإسلامية، من مواد لكبار العلماء والمشايخ والمربين، تستمعون إليها في إذاعة الإسلام اليوم. بالإضافة إلى المنتدى التفاعلي، والعديد من الخدمات: كالملفات الموسمية، والنشرة الإلكترونية، والكتاب الإلكتروني.